# Pelargonium ribifolium
Pelargonium ribifolium là một loài thực vật có hoa trong họ Mỏ hạc. Loài này được Jacq. mô tả khoa học đầu tiên năm 1794.